# ياسويوكي إيواساكي
ياسويوكي إيواساكي (باليابانية: 岩崎 泰之) (9 أبريل 1971 في شيزوكا في اليابان – )؛ هو لاعب كرة قدم ياباني سابق كان يلعب كمدافع.

## وصلات خارجية
- ياسويوكي إيواساكي على موقع رابطة كرة القدم اليابانية للمحترفين (اليابانية)
- ياسويوكي إيواساكي على موقع عالم كرة القدم.نت (الإنجليزية)